# Муниципальные выборы в Санкт-Петербурге (2024)
Выборы депутатов муниципальных советов Санкт-Петербурга были организованы с 6 по 8 сентября 2024 года, одновременно с выборами губернатора города. Избирательные кампании проходили в 110 из 111 муниципалитетов города. В МО «Автово» выборы должны пройти в 2026 году.
По итогам голосования представители правящей партии «Единая Россия» получили более 80 % мандатов.

## Предшествующие события
| Партия | Партия           | Депутаты | Муниципалитеты |
| ------ | ---------------- | -------- | -------------- |
|        | Единая Россия    | 949      | 70             |
|        | Самовыдвижение   | 259      | 6              |
|        | СРЗП             | 127      | 4              |
|        | Яблоко           | 86       | 2              |
|        | КПРФ             | 75       | 1              |
|        | Партия роста     | 42       | 1              |
|        | ЛДПР             | 30       |                |
|        | КПКР             | 3        |                |
|        | Родина           | 2        |                |
|        | ТПР              | 1        |                |
|        | ПСЗ              | 1        |                |
|        | Без большиниства |          | 27             |
| Всего  | Всего            | 1575     | 111            |

## Подготовка партий к выборам

### Гражданская инициатива
Партия «Гражданская инициатива» «требует мирного решения задач внешней политики и прекращения спецоперации!». Партия выдвинула 37 кандидатов, 10 из них зарегистрированы.

### Единая Россия
Единая Россия намеревалась выдвинуть своего кандидата на каждый мандат. С 10 по 16 июня проходили партийные праймериз, в которых участвовали свыше восьми тысяч человек. Список кандидатов был озвучен на конференции регионального отделения партии в ближайшее время.

### КПРФ
КПРФ выдвинула на эти выборы более 400 кандидатов во всех районах города. Возможность проголосовать за кандидата от КПРФ будет у жителей 88 муниципальных образований. Под партийными знаменами пойдут как члены КПРФ, так и сторонники. В списках много молодежи, представители инициативных групп, районные активисты, члены профсоюзных структур.
Основной лозунг кампании: «За перемены в интересах большинства!».

### ЛДПР
ЛДПР планировала вести муниципальную кампанию в Выборгском районе, где на прошлых выборах партия выиграла 5 мандатов.

### Новые люди
Глава петербургского отделения партии Новые люди Анастасия Васильева говорила, что от партии на выборы хотели идти 400 человек. Источник местного издания «Фонтанка» сообщал о намерении партии направить усилия на кампанию в районе Московский.

### Справедливая Россия
Надежда Тихонова, глава петербургского отделения СРЗП, объявила муниципальные выборы приоритетом для партии. По её словам, Справедливая Россия готовилась выдвинуть на местном уровне «сотни кандидатов, разделяющих ценности и позицию партии».

### Яблоко
Число кандидатов у Яблока сократилось по сравнению с выборами 2019 года. На 29 июня от партии было выдвинуто 90 кандидатов, с сильными группами в восьми муниципалитетах. Ни один из кандидатов не был зарегистрирован.

### Коалиция «ЕДГ2024»
Коалиция «ЕДГ2024» — совместный проект Бориса Надеждина и «Штаба кандидатов» — опубликовала список зарегистрированных кандидатов, «которые хотят перемен в стране и способны победить административных кандидатов на предстоящих выборах».

## Критика
О возможных фальсификациях результатов выборов заявили лидер партии «Гражданская инициатива» Андрей Нечаев и политик Роман Юнеман.